# Sophie Schmidt
Sophie Diana Schmidt (ur. 28 czerwca 1988 w Winnipeg w Manitobie) – kanadyjska piłkarka występująca na pozycji pomocnika, złota medalistka Igrzysk Panamerykańskich 2011 oraz dwukrotna brązowa medalistka igrzysk olimpijskich z 2012 i 2016 roku.

## Życiorys
Schmidt urodziła się w Winnipeg w Manitobie. Jej rodzice, Elmer oraz Cornelia Schmidt, wyemigrowali do Kanady z Paragwaju, natomiast jej dziadkowie pochodzą z Niemiec. Niemiecki był językiem na co dzień używanym w domu.
Na uniwersytecie w Portland studiowała język i literaturę niemiecką.

## Kariera piłkarska

### Kariera klubowa
Karierę rozpoczęła w 2005 roku w Vancouver Whitecaps. Od 2007 roku występowała równolegle w akademickiej drużynie Portland Pilots. W obu zespołach występowała do 2010 roku. W 2011 roku zmieniła klub na magicJack. W wyniku zawieszenia rozgrywek Women’s Professional Soccer na sezon 2012, przeszła do Kristianstads DFF. W kolejnym sezonie powróciła do Stanów Zjednoczonych, gdy utworzono nowe ligę profesjonalnej piłki nożnej dla kobiet: National Women’s Soccer League. Władze ligi zdecydowały się na model przydzielania zawodniczek do klubów. Schmidt przydzielono do Sky Blue FC.
W 2015 roku podpisała kontrakt z 1. FFC Frankfurt, w którym grała do 2018 roku. W 2019 przeszła do Houston Dash.

### Kariera reprezentacyjna
Schmidt zadebiutowała w reprezentacji Kanady 19 kwietnia 2005 w meczu towarzyskim przeciwko Holandii. Grała na igrzyskach olimpijskich w Pekinie w 2008 roku (8. miejsce).
Na igrzyskach panamerykańskich w Guadalajarze w 2011 zdobyła złoty medal.
Rozegrała wszystkie sześć spotkań na igrzyskach olimpijskich w Londynie w 2012 roku, zdobywając brązowy medal. Wynik powtórzyła na następnych igrzyskach w Rio de Janeiro. Również rozegrała wszystkie sześć spotkań.
Występowała na czterech mundialach (2007, 2011, 2015, 2019).